# Воля-Контецька
Воля-Контецька (пол. Wola Kątecka) — село в Польщі, у гміні Фрамполь Білґорайського повіту Люблінського воєводства.
Населення — 141 особа (2011).
У 1975-1998 роках село належало до Замойського воєводства.

## Демографія
Демографічна структура станом на 31 березня 2011 року:
|          | Загалом | Допрацездатний вік | Працездатний вік | Постпрацездатний вік |
| -------- | ------- | ------------------ | ---------------- | -------------------- |
| Чоловіки | 69      | 18                 | 40               | 11                   |
| Жінки    | 72      | 15                 | 33               | 24                   |
| Разом    | 141     | 33                 | 73               | 35                   |